# Theology
Theology è un album della cantante rock irlandese Sinéad O'Connor, pubblicato il 18 giugno 2007 dall'etichetta discografica Koach.
Si tratta di un doppio album contenente in totale ventidue tracce.

## Tracce
CD Ministry Of Sound 0179249MIN)
CD1
1. Something Beautiful (Dublin Sessions) – 5:28
2. We People Who Are Darker Than Blue (Dublin Sessions) – 3:56
3. Out of the Depths (Dublin Sessions) – 5:06
4. Dark I Am Yet Lovely (Dublin Sessions) – 4:11
5. If You Had a Vineyard (Dublin Sessions) – 6:17
6. Watcher of Men (Dublin Sessions) – 2:34
7. 33 (Dublin Sessions) – 2:33
8. The Glory of Jah (Dublin Sessions) – 3:31
9. Whomsoever Dwells (Dublin Sessions) – 2:53
10. Rivers of Babylon (Dublin Sessions) – 3:38
11. Hosanna Filio David (Dublin Sessions) – 0:43

Durata totale: 40:50
CD2
1. Something Beautiful (London Sessions) – 5:15
2. We People Who Are Darker Than Blue (London Sessions) – 4:24
3. Out of the Depths (London Sessions) – 5:03
4. 33 (London Sessions) – 2:43
5. Dark I Am Yet Lovely (London Sessions) – 3:30
6. I Don't Know How to Love Him (London Sessions) – 4:13
7. If You Had a Vineyard (London Sessions) – 6:33
8. The Glory of Jah (London Sessions) – 4:56
9. Watcher of Men (London Sessions) – 3:18
10. Whomsoever Dwells (London Sessions) – 5:34
11. Rivers of Babylon (London Sessions) – 4:28

Durata totale: 49:57

## Classifiche
| Paese             | Posizione raggiunta |
| ----------------- | ------------------- |
| Belgio (Fiandre)  | 58                  |
| Francia           | 81                  |
| Belgio (Vallonia) | 90                  |